# Dolores Huerta
Dolores Fernández Huerta, född 10 april 1930 i Dawson, New Mexico, är en aktivist för mänskliga rättigheter, med fokus på kvinnor, barn och fackligt arbete. Hon var med och grundade AWA (Agricultural Workers Associations) samt UFW (United Farm Workers of America) i USA.

## Biografi
Dolores Huerta föddes i New Mexico, men flyttade efter sina föräldrars skilsmässa till Kalifornien tillsammans med sin mor och syskon. Hon uppger att inspirationen att arbeta för bättre arbetsförhållanden och bekämpa diskriminering kom både från fadern som blev fackligt och politiskt aktiv och modern som efter hårt arbete förvärvade och drev egen hotellverksamhet med flera anställda.
Huertas egen aktivism inleddes under skoltiden, där hon själv fick erfara rasism och diskriminering på grund av sitt mexikanska påbrå. Efter examen från Stockton high school arbetade Huerta en kort period som lärare, där hon bevittnade hur många barn till dem som arbetade inom jordbruket i Kalifornien som var synligt påverkade av fattigdom. Detta gjorde att hon valde att sluta som lärare och istället engagera sig fackligt för att kunna påverka arbetsförhållandena inom jordbruken, och därmed hjälpa både barn och vuxna.

## Utmärkelser
- Asteroiden 6849 Doloreshuerta[13]
- National Women's Hall of Fame (1993)[11]
- Eleanor Roosevelts Human Rights Award (1998)[12]
- Presidental Medal of Freedom (2012)[11]